# Суспільне Чернігів
«Суспі́льне Черні́гів» (Філія АТ «НСТУ» «Чернігівська регіональна дирекція») — українська регіональна суспільна телерадіокомпанія, філія Національної суспільної телерадіокомпанії України, до якої входять однойменний телеканал, радіоканал «Українське радіо Чернігів» та діджитал-платформи, які мовлять на території Чернігівської області.

## Історія
Історія обласної телерадіокомпанії (виробнича база в Чернігові) бере свій початок від історії створення обласного радіо в 1933 році, коли на Чернігівщині був заснований обласний комітет радіомовлення. Подальші віхи становлення радіомовлення пов'язані з широкою радіофікацією області, створенням проводової мережі розповсюдження програм. Формування діючого технологічного комплексу почалося із введенням у 1960 році в експлуатацію Будинку радіо, де було створено апаратно-студійний комплекс радіомовлення. Поряд із технічним розвитком, також формувався і колектив працівників обласного радіо.

### Зміна керівництва після Євромайдану
22 квітня 2014 року самооборона Чернігова вдруге навідалася до генерального директора Аркадія Білібаєва. Аркадій Білібаєв був поставлений за часів Януковича. Жив у готелі за державний кошт, коли приїжджав із Києва. Так і не вивчив українську мову. Громада Чернігова неодноразово вимагала його відставки.

### Зміна назви телеканалу
З 2017 року телерадіокомпанія є філією українського Суспільного мовлення — Національної суспільної телерадіокомпанії України.
18 травня 2018 року на Львівському медіафорумі член правління ПАТ «НСТУ» Микола Чернотицький, відповідальний за діяльність з оптимізації центральної та регіональної структури, оголосив про присвоєння Львівській і Чернігівській філіям логотипу «UA: ». Тоді телерадіокомпанії отримали назви «UA: ЛЬВІВ» та «UA: ЧЕРНІГІВ». Перший ефір телеканалу чернігівської філії з новим логотипом відбувся 16 липня 2018 року.
У грудні 2021 року колектив «Суспільне Чернігів» переїхав у оновлений офіс. З того часу він працює в будівлі за адресою: вул. П'ятницька, 18.
23 травня 2022 року в зв'язку з оновленням дизайн-системи брендів НСТУ телерадіокомпанія змінила назву на «Суспільне Чернігів».
З 20 листопада по 18 грудня 2022 року телеканал філії транслював Чемпіонат світу з футболу 2022.

## Телебачення
«Суспільне Чернігів» — український регіональний суспільний телеканал, який мовить на території Чернігівської області.

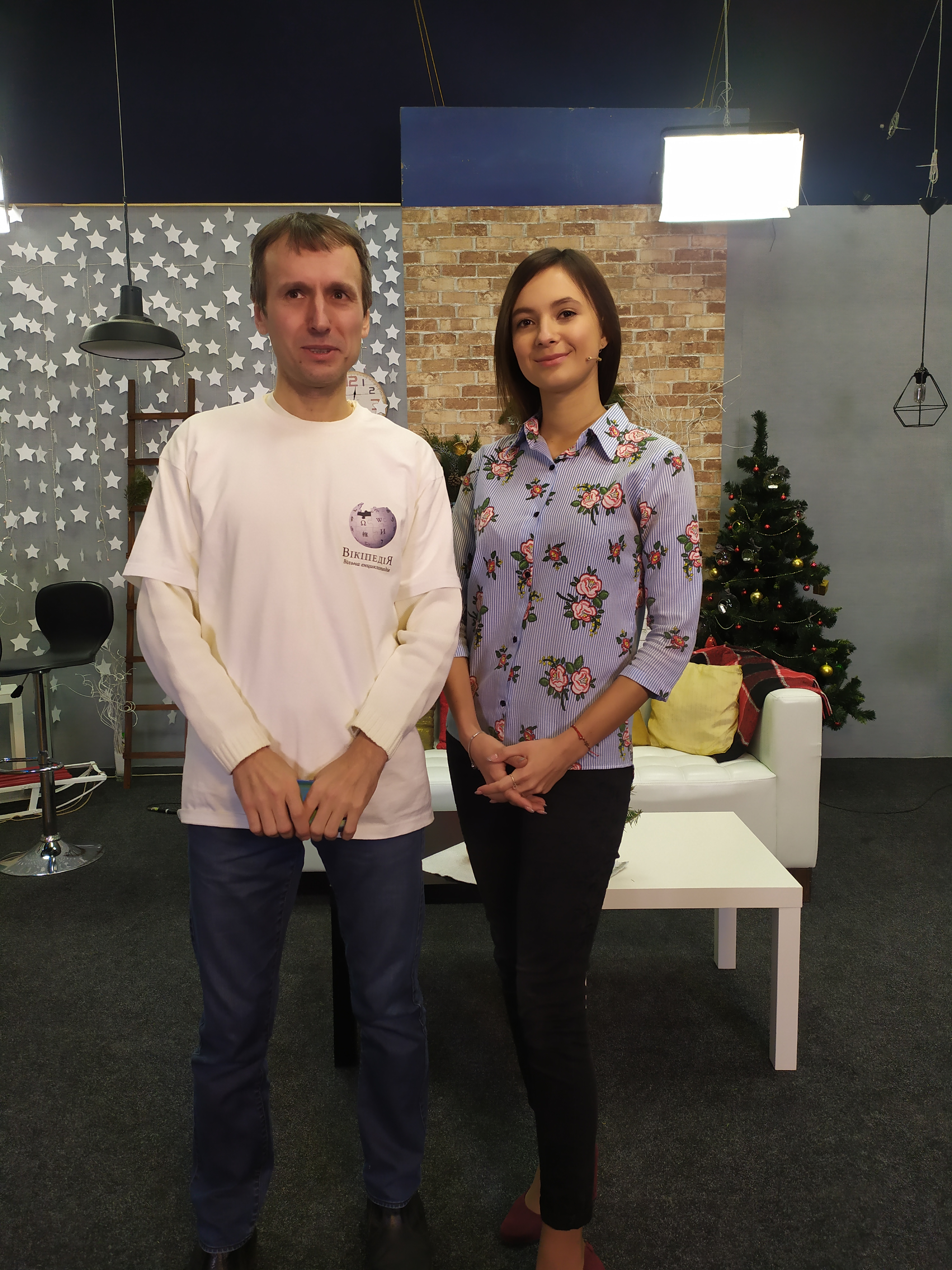
Дописувач Української Вікіпедії Микола Приходько та ведуча Марія Сокол під час ранкової програми на «Суспільне Чернігів» у день народження Вікіпедії 15 січня 2020 року
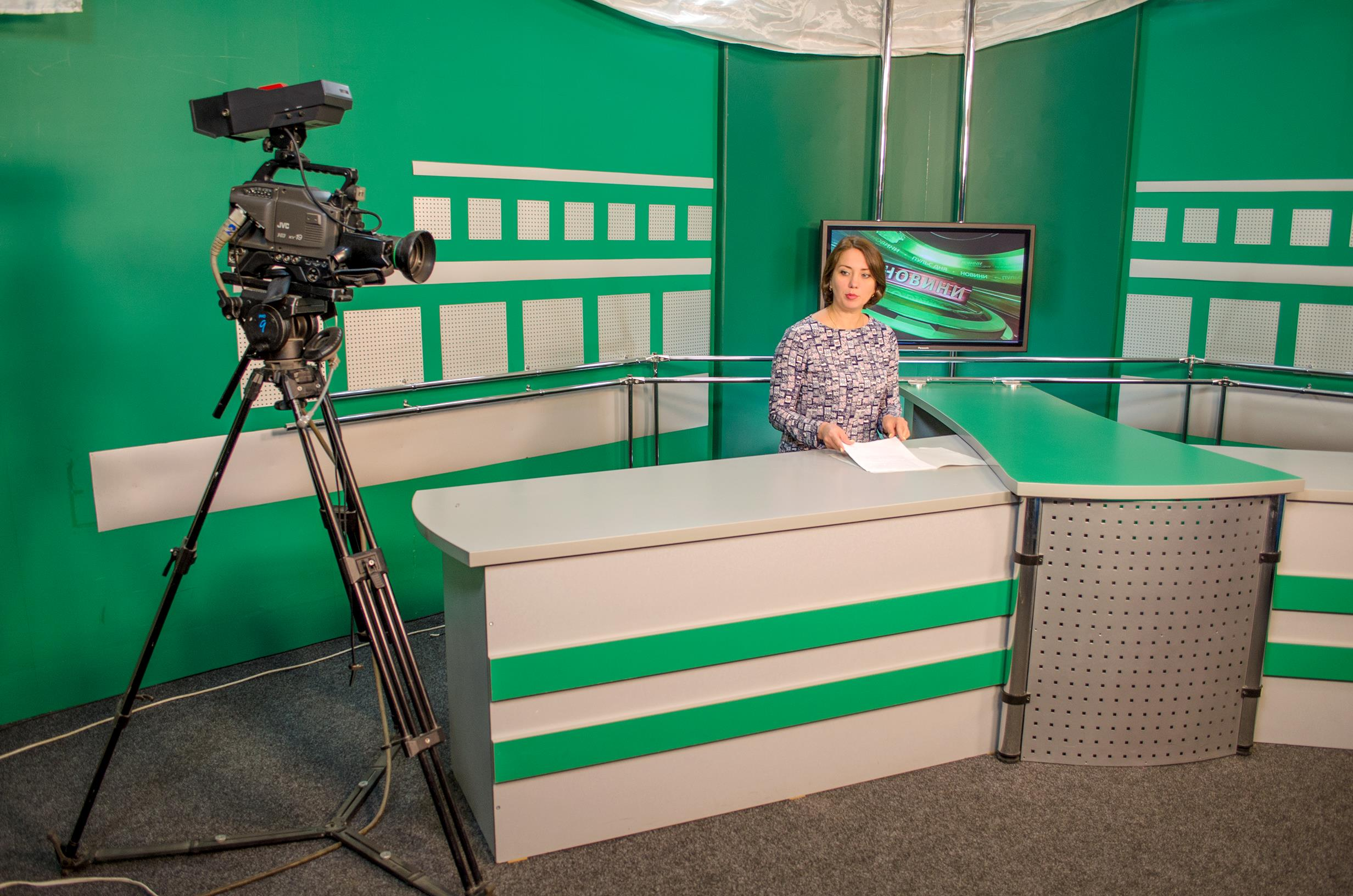
Студія новин у 2017 році
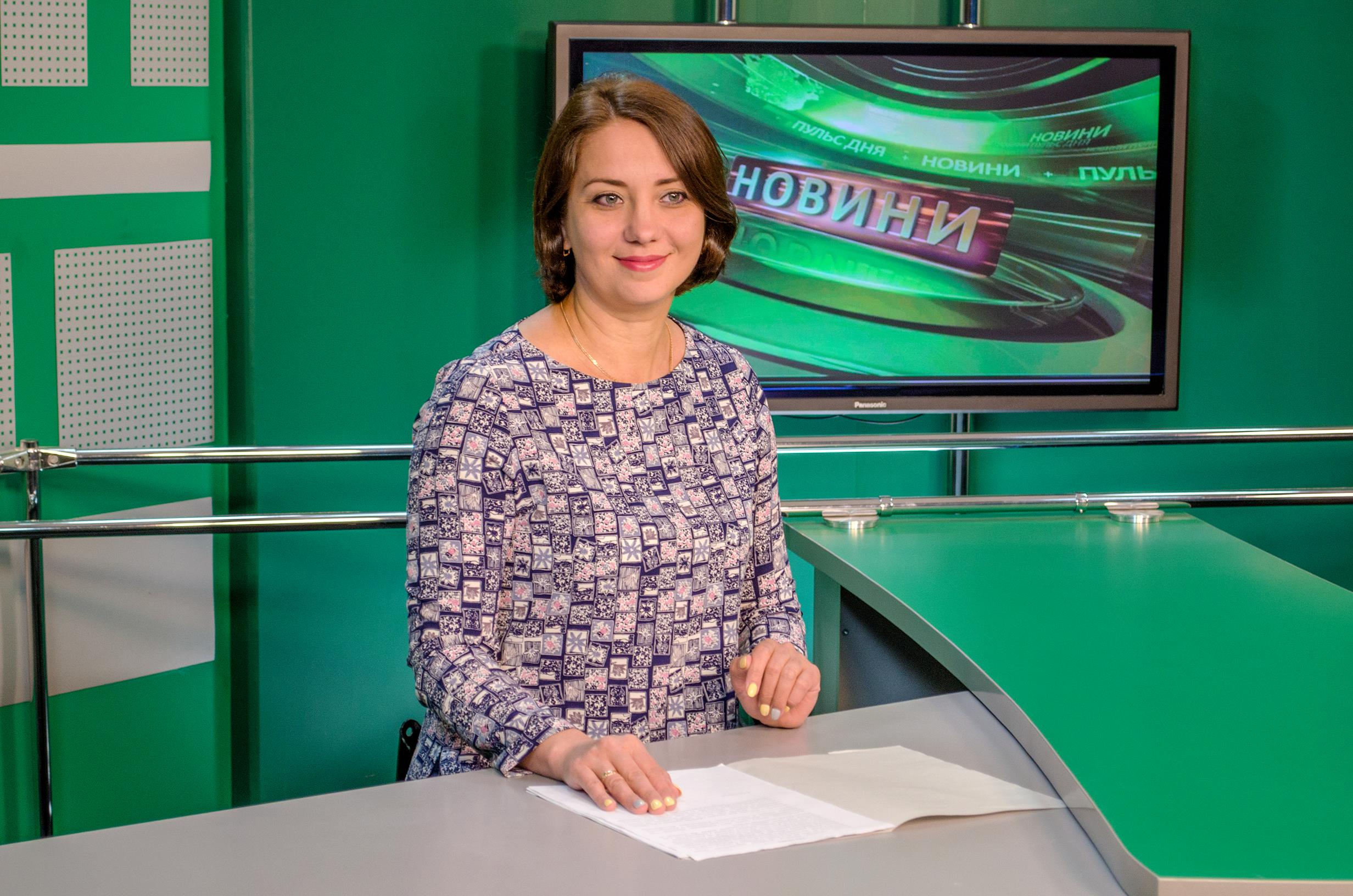
Ведуча новин
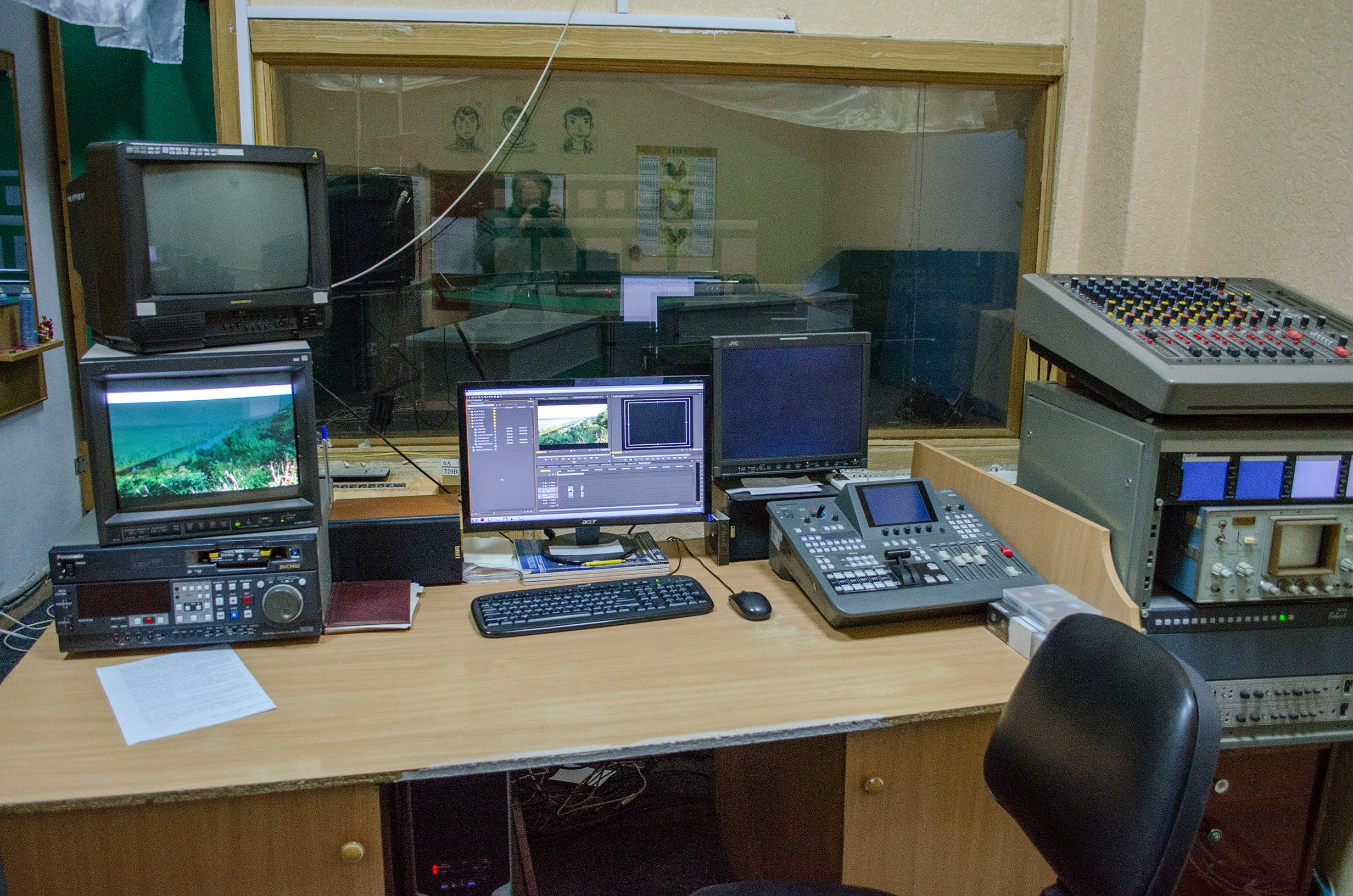
Апаратна у 2017 році
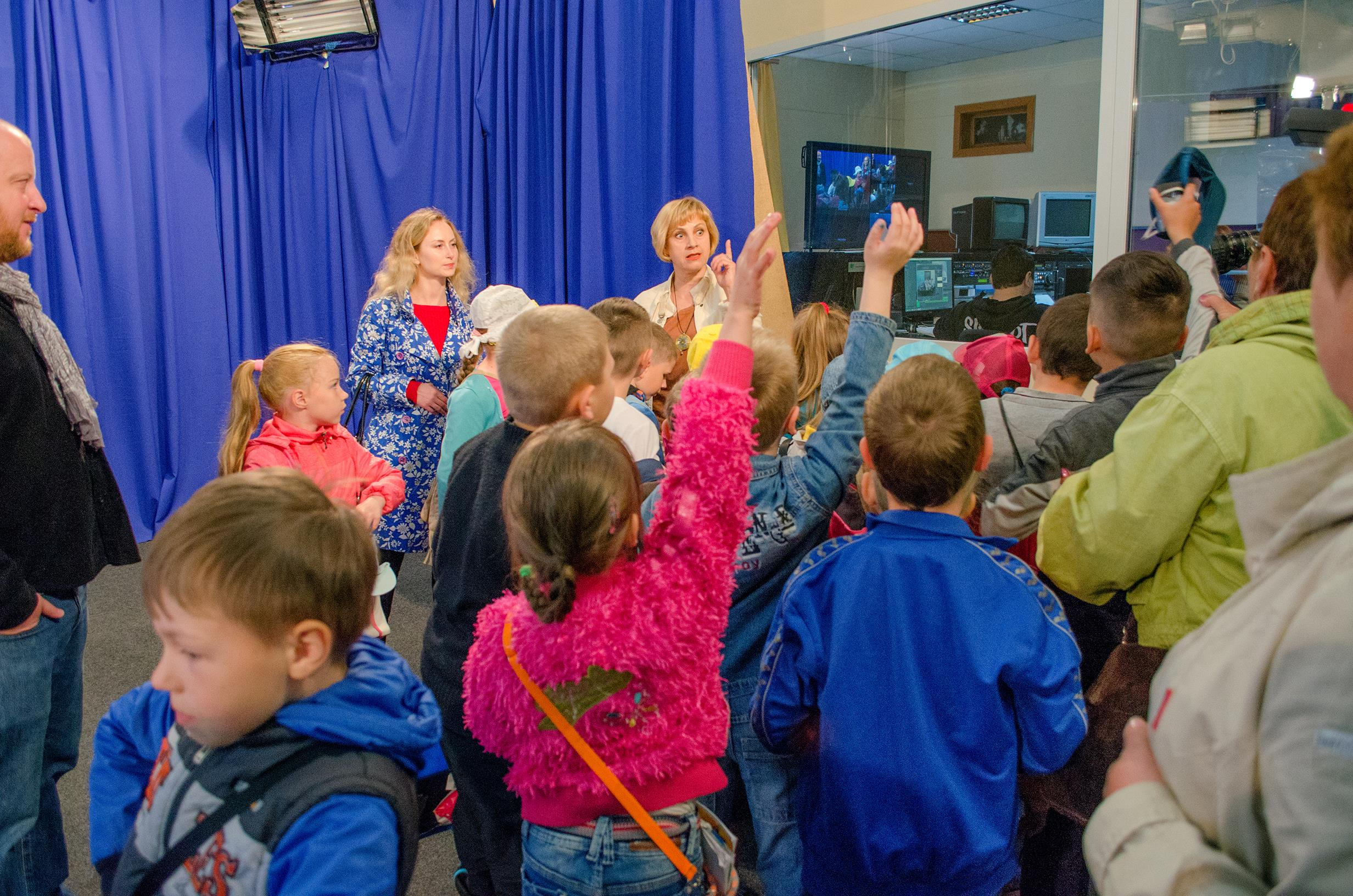
Діти на екскурсії

### Наповнення етеру
Етерне наповнення мовника — інформаційні, соціально-публіцистичні та культурно-мистецькі програми виробництва творчих об'єднань НСТУ та «Суспільне Чернігів».

#### Програми
- «Суспільне. Студія»
- «Суспільне Новини»
- «Суспільне Спорт»
- «Тиждень. Чернігів»

### Архівні програми
- «Суспільне. Спротив»
- «Дебати»
- «Сьогодні. Головне»
- «Суспільне Новини. Чернігів»
- «Виборчий округ»
- «Тема дня»
- «Звіти наживо»
- «Шукачі пригод»
- «Артефакти»

### Мовлення
Передача цифрового мовлення телеканалу відбувається в мультиплексі MX-5 (DVB-T2) у форматі 1080i 16:9 (HDTV). Трансляція мовника також доступна на сайті «Суспільне Чернігів» в розділі «Онлайн».
Обласне телебачення, створене обласною державною телерадіокомпанією в 1996 році, здійснює мовлення на місцевому телевізійному каналі обсягом до 17 годин на добу. Мовленням охоплена більша частина території області. Мережа розповсюдження програм розбудовується, за декілька років планується збільшити покриття до 80-90 %. Паралельно з формуванням внутрішньообласної мережі розповсюдження програм, триває також процес технічного переоснащення на сучасні цифрові технології виробничої бази телебачення.

## Радіо
У Чернігівській області НСТУ мовить на радіоканалі «Українське радіо Чернігів».
Радіостанція веде мовлення ранковими, денними та вечірніми блоками та розповсюджується проводовою та ефірною мережею Українського радіо на понад 70 % території області. Радіотранслятор «Українське радіо Чернігів» знаходиться на Чернігівській телевежі.

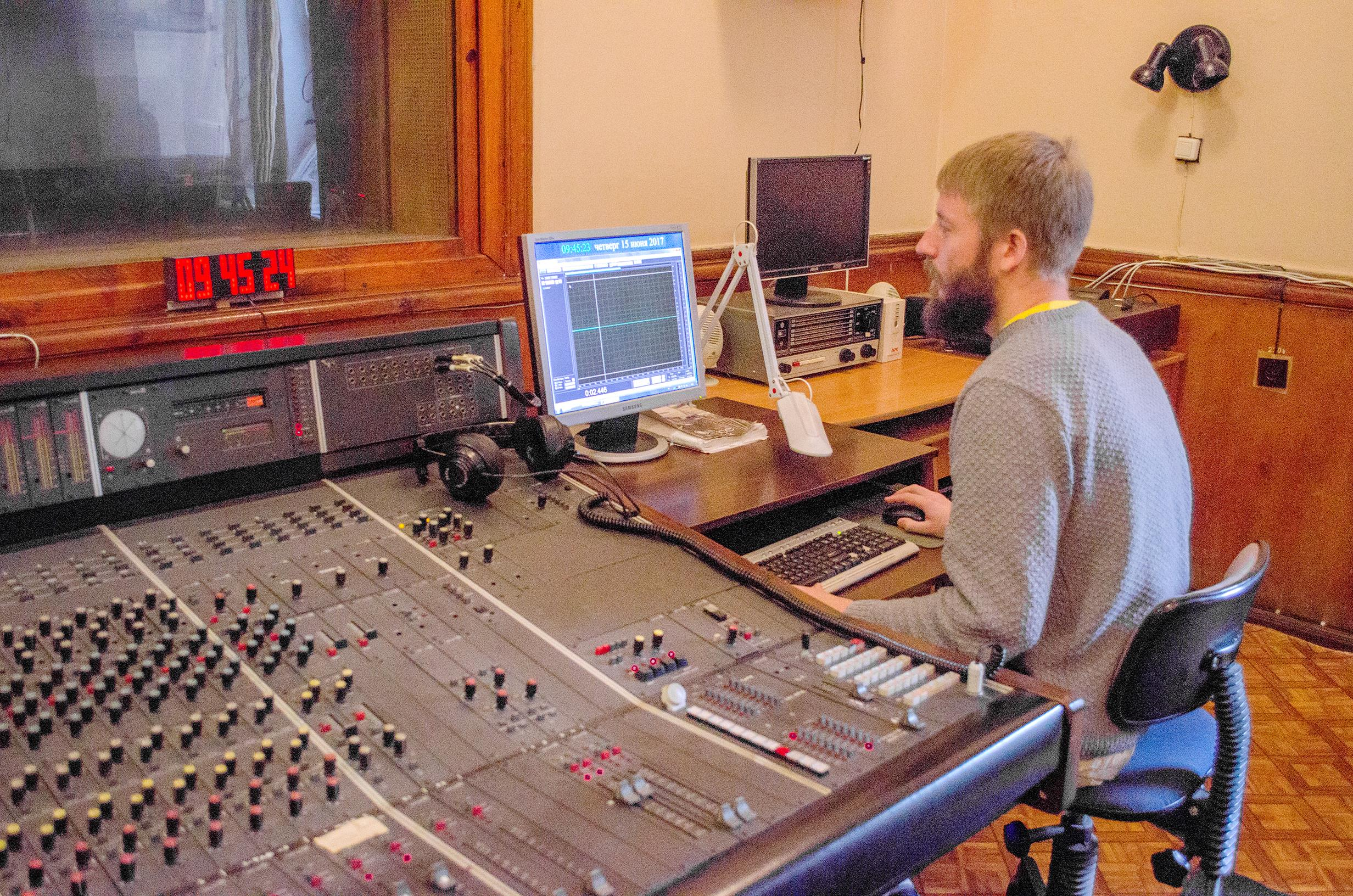
Апаратна
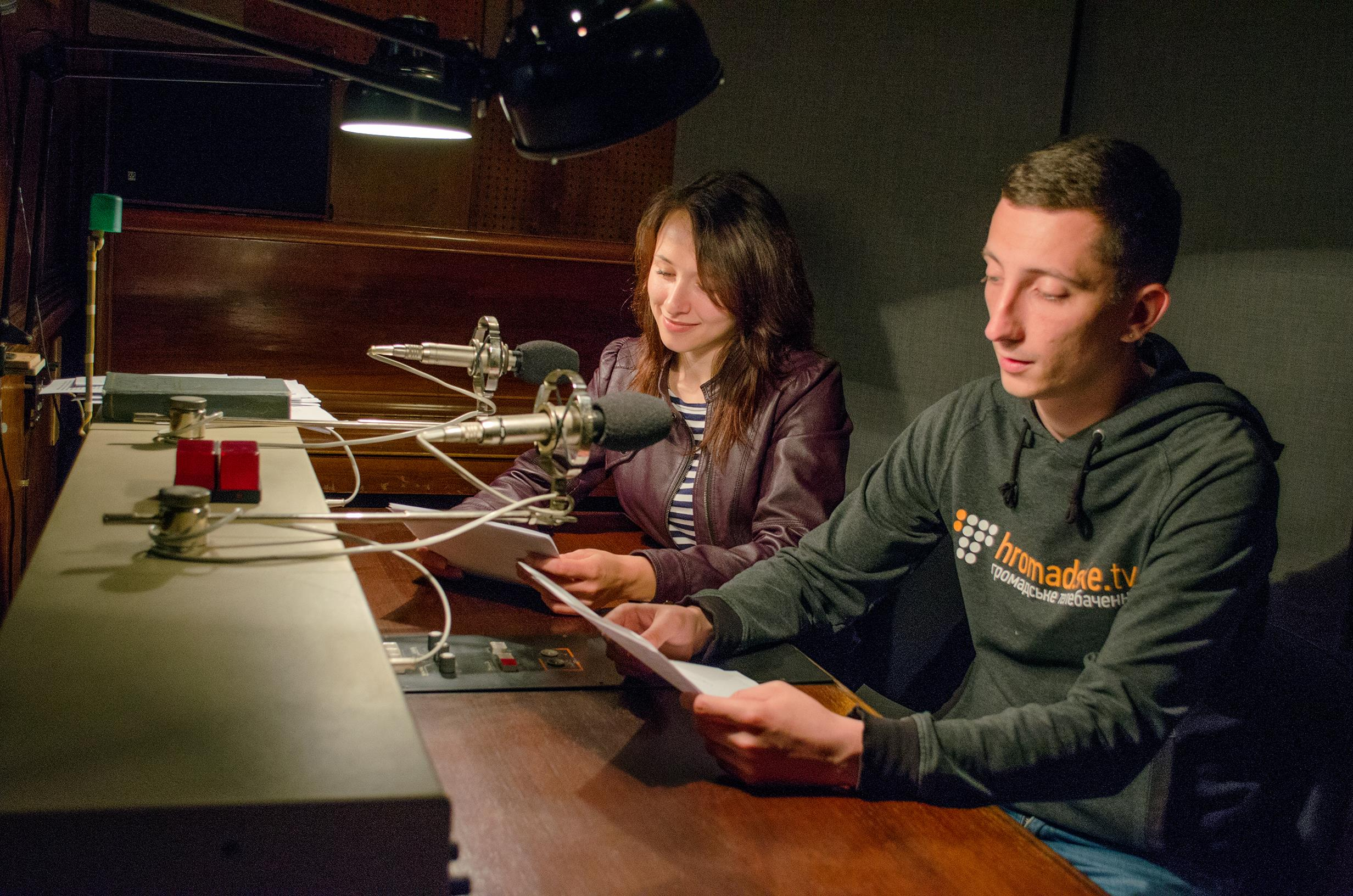
Радіоведучі за роботою (2017 рік)
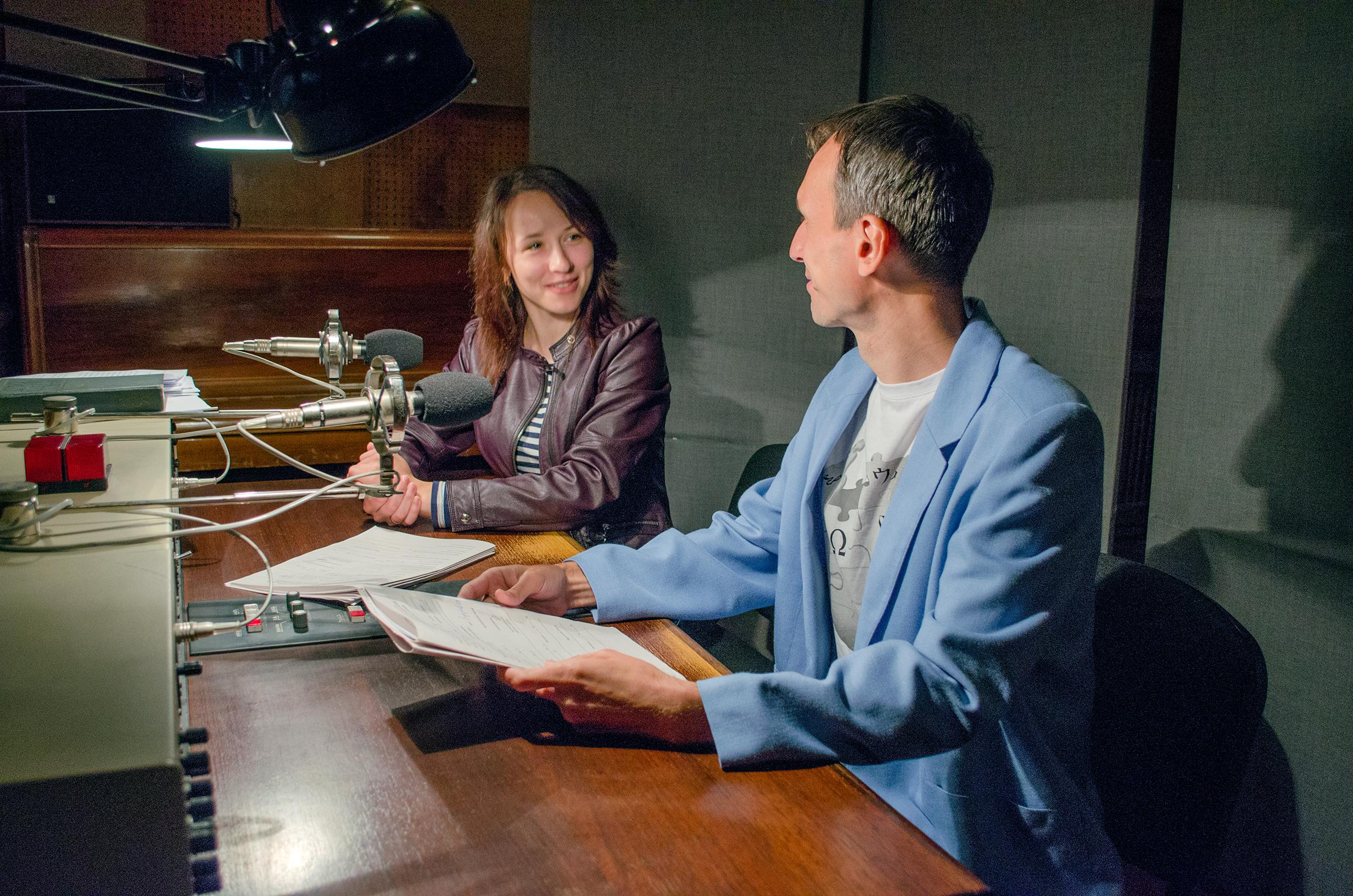
Під час інтерв'ю

### Наповнення етеру

#### Програми
- «Ранні пташки»
- «Полудень»
- «Праймвечір. Акценти»

### Мовлення
- Бахмач — 91,5 МГц
- Варва — 104,4 МГц
- Козелець — 88,0 МГц
- Короп — 101,6 МГц
- Мена — 88,1 МГц
- Ніжин — 92,2 МГц
- Новгород-Сіверський — 101,0 МГц
- Прилуки — 105,7 МГц
- Сновськ — 103,8 МГц
- Сосниця — 103,0 МГц
- Холми —106,1 МГц
- Чернігів — 88,7 МГц

## Діджитал
У діджиталі телерадіокомпанія «Суспільне Чернігів» представлена вебсайтом та сторінками у Facebook, Instagram, YouTube та Telegram. Крім того, на сайті «Суспільне Новини» є розділ про новини Чернігівщини.
Станом на лютий 2023 року сумарна авдиторія «Суспільне Чернігів» у соцмережах налічує понад 680 тисяч підписників.

## Логотипи
Телерадіокомпанія змінила 1 логотипи. Нинішній — 2-й за рахунком.
| Логотип | Опис                                               |
| ------- | -------------------------------------------------- |
|         | Логотип з 18 травня 2018 до 22 травня 2022 року    |
|         | Логотип з 2019 до 22 травня 2022 року в соцмережах |
|         | Логотип з 23 травня 2022 року дотепер              |

### Хронологія назв
| Дата      | Назва                |
| --------- | -------------------- |
| 1996—2018 | «Сівер-центр»        |
| 2018—2022 | «UA: Чернігів»       |
| з 2022    | «Суспільне Чернігів» |

## Покриття

Мапа покриття аналогового мовлення телеканалу «Суспільне Чернігів» та радіоканалу «Українське радіо Чернігів»
Мапа покриття цифрового мовлення телеканалу «Суспільне Чернігів»